# Eva Cederbalk
Eva Nanny Christina Cederbalk, född 31 juli 1952, är en svensk företagsledare som var styrelseordförande för det svenska finansförmedlingsföretaget Klarna AB mellan 2011 och 2016. Hon var dessförinnan vd för SBAB Bank AB, Netgiro International AB och Dial Försäkring AB och innehaft andra chefsbefattningar inom Skandinaviska Enskilda Banken (SEB) och If Skadeförsäkring AB.
Hon avlade civilekonomexamen vid Handelshögskolan i Stockholm.